# Porta Carmentalis
Porta Carmentalis var en av Serviusmurens stadsportar i antikens Rom. Den var belägen nedanför Capitoliums sydvästra sluttning. Porta Carmentalis var uppkallad efter barnafödandets och graviditetens gudinna Carmenta, vars helgedom var belägen i närheten.
Av allt att döma hade porten två öppningar, varav den ena kallades Porta Scelerata (av latinets sceleratus, ”fläckad av brott”, ”brottslig”, ”skändlig”, ”olycklig”), eftersom de 306 Fabierna hade tågat ut genom den porten och blivit massakrerade i slaget vid Cremera mellan Rom och Veii år 477 f.Kr. Den andra öppningen benämndes Porta Triumphalis; en ståthållare som anlänt till Rom från sin provins fick inte färdas genom denna utan att ha blivit beviljad triumf.
Porta Carmentalis restaurerades av kejsar Domitianus. I närheten av Porta Carmentalis låg Mater Matutas tempel och Fortunas tempel.